# Miami Open 1994
Il Miami Open 1994, ufficialmente Lipton Championships 1994 per motivi di sponsorizzazione, è stato un torneo professionistico di tennis giocato sul cemento.
È stata la 10ª edizione del Miami Open, faceva parte della categoria ATP Super 9 nell'ambito dell'ATP Tour 1994,
e della Tier I nell'ambito del WTA Tour 1994.
Sia il torneo maschile che quello femminile si sono giocati al Tennis Center at Crandon Park di Key Biscayne in Florida,
dall'11 al 21 marzo 1994.

## Campioni

### Singolare maschile
Pete Sampras ha battuto in finale  Andre Agassi con il punteggio di 5–7, 6–3, 6–3

### Singolare femminile
Steffi Graf ha battuto in finale  Nataša Zvereva con il punteggio di 4–6, 6–1, 6–2

### Doppio maschile
Jacco Eltingh /  Paul Haarhuis hanno battuto in finale  Mark Knowles /  Jared Palmer con il punteggio di 6–2, 6–2

### Doppio femminile
Gigi Fernández /  Nataša Zvereva hanno battuto in finale  Patty Fendick /  Meredith McGrath con il punteggio di 6–3, 6–1